# Еран Захаві
Еран Захаві (івр. ערן זהבי, нар. 25 липня 1987, Рішон-ле-Ціон) — ізраїльський футболіст, атакувальний півзахисник.
Виступав, зокрема, за клуби «Маккабі» (Тель-Авів), «Хапоель» (Тель-Авів) та «Палермо», ПСВ, а також національну збірну Ізраїлю. Є кращим бомбардиром збірної Ізраїлю в історії (35 м'ячі).

## Клубна кар'єра
Народився 25 липня 1987 року в місті Рішон-ле-Ціон. Вихованець юнацьких команд футбольних клубів «Хапоель» (Тель-Авів) і «Хапоель» (Рішон-ле-Ціон).
У дорослому футболі дебютував 2006 року виступами за команду клубу «Хапоель» (Тель-Авів), в якій провів один сезон, проте не зіграв жодного матчу у чемпіонаті. 
Протягом 2007—2008 років захищав кольори команди клубу «Хапоель» (Рішон-ле-Ціон), де грав на правах оренди.
До складу клубу «Хапоель» (Тель-Авів) повернувся 2008 року. Цього разу відіграв за команду з Тель-Авіва наступні три сезони своєї ігрової кар'єри. Більшість часу, проведеного у складі рідної команди був основним гравцем команди. За цей час виборов титул чемпіона Ізраїлю.
У 2011 році уклав контракт з клубом «Палермо», у складі якого провів наступні два роки своєї кар'єри гравця. 
21 січня 2013 року підписав контракт із «Маккабі» (Тель-Авів) строком на 3,5 роки. За цей час тричі здобував золоті нагороди чемпіонату Ізраїлю і стільки ж ставав кращим бомбардиром турніру. Загалом стиг відіграти за тель-авівську команду 120 матчів у національному чемпіонаті, у яких відзначився 99-ма влучними ударами. 
1 липня 2016 року уклав угоду на 2,5 роки із китайським «Гуанчжоу Фулі». За свого кращого бомбардира «Маккабі» отримав 6,3 мільйона євро, а сам гравець за цей час мав отримати 12,5 мільйонів євро. 24 січня 2017 року перепідписав контракт із китайською командою до кінця сезону 2020 року із заробітною платнею 7 мільйонів євро в рік. За цей час двічі ставав кращим бомбардиром китайської Суперліги у 2017 та 2019 роках. 
Восени 2020 року перейшов до складу нідерландського ПСВ, підписавши з командою дворічний контракт. За два сезони за клуб з Ейндховена провів за нього 50 матчів в Ередивізі й забив 22 м'ячі. Вигравав Кубок Нідерландів-2022 та Суперкубок у 2021 році.  
1 липня 2022 року у статусі вільного агента повернувся до тель-авівського «Маккабі».  

## Виступи за збірні
У 2008 році залучався до складу молодіжної збірної Ізраїлю. На молодіжному рівні зіграв в одному офіційному матчі.
2 вересня 2010 році дебютував в офіційних матчах у складі національної збірної Ізраїлю у відбірній домашній грі до ЄВРО-2012 проти Мальти (3:1). Перший м'яч за національну команду забив 10 вересня 2013 року у ворота збірної Росії у відбірному матчі до ЧС-2014 (1:3). 
12 жовтня 2021 року забив свій 33-й гол за національну збірну Ізраїлю у відбірній грі до ЧС-2022 у ворота збірної Молдови (2:1) і став кращим бомбардиром збірної за всю історію.
| Дата       | Місто       | Господарі         | Результат | Гості    | Турнір            | Голи | Примітки |
| ---------- | ----------- | ----------------- | --------- | -------- | ----------------- | ---- | -------- |
| 02/09/2010 | Рамат-Ган   | Ізраїль           | 3 – 1     | Мальта   | Відбір до ЧЄ 2012 | -    |          |
| 07/09/2010 | Тбілісі     | Грузія            | 0 – 0     | Ізраїль  | Відбір до ЧЄ 2012 | -    |          |
| 17/11/2010 | Тель-Авів   | Ізраїль           | 3 – 2     | Ісландія | товариський матч  | -    |          |
| 09/02/2011 | Тель-Авів   | Ізраїль           | 0 – 0     | Сербія   | товариський матч  | -    |          |
| 04/06/2011 | Рига        | Латвія            | 1 – 2     | Ізраїль  | Відбір до ЧЄ 2012 | -    |          |
| 10/08/2011 | Женева      | Кот-д'Івуар       | 4 – 3     | Ізраїль  | товариський матч  | -    |          |
| 02/09/2011 | Тель-Авів   | Ізраїль           | 0 – 1     | Греція   | Відбір до ЧЄ 2012 | -    |          |
| 06/09/2011 | Загреб      | Хорватія          | 3 – 1     | Ізраїль  | Відбір до ЧЄ 2012 | -    |          |
| 29/02/2012 | Петах-Тіква | Ізраїль           | 2 – 3     | Україна  | товариський матч  | -    |          |
| 26/05/2012 | Грац        | Чехія             | 2 – 1     | Ізраїль  | товариський матч  | -    |          |
| 31/05/2012 | Лейпциг     | Німеччина         | 2 – 0     | Ізраїль  | товариський матч  | -    |          |
| 26/03/2013 | Белфаст     | Північна Ірландія | 0 – 2     | Ізраїль  | Відбір до ЧС 2014 | -    |          |
| 02/06/2013 | Нью-Йорк    | Ізраїль           | 2 – 0     | Гондурас | товариський матч  | -    |          |
| Усього     |             | Матчів            | 13        |          | Голів             | 0    |          |

## Титули і досягнення

### Командні
- Чемпіон Ізраїлю (6):

«Хапоель» (Тель-Авів): 2009–10
«Маккабі» (Тель-Авів): 2012–13, 2013–14, 2014–15, 2023–24, 2024–25
- Володар Кубка Ізраїлю (3):

«Хапоель» (Тель-Авів): 2009–10, 2010–11
«Маккабі» (Тель-Авів): 2014–15
- Володар Кубка Тото (3):

«Маккабі» (Тель-Авів): 2014–15, 2023–24, 2024–25
- Володар Суперкубка Ізраїлю (1):

«Маккабі» (Тель-Авів): 2024
- Володар Суперкубка Нідерландів (1):

ПСВ: 2021
- Володар Кубка Нідерландів (1):

ПСВ: 2021–22

### Особисті
- Найкращий бомбардир Чемпіонату Ізраїлю: 2013–14 (26 м'ячів), 2014–15, 2015–16
- Найкращий бомбардир Чемпіонату Китаю: 2017 (27 м'ячів), 2019 (29 м'ячів)